# 소말리아의 지방
소말리아는 공식적으로 18개 주로 구성되어 있지만 1991년 소말리아 내전이 발발한 이래 북부 지방은 사실상 소말릴란드와 푼틀란드가 지배하고 있고 중부 지방은 갈무두그가 지배하고 있으며 남부 지방은 소말리아의 여러 씨족과 군벌, 이슬람 단체의 지배하에 있다.

## 1990년 이전의 행정 구역

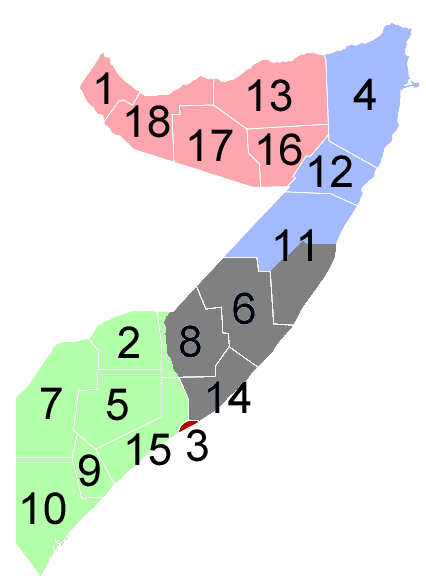
소말리아의 주

소말리아는 18개 주로 구성되어 있다.
1. 아우달 주 (보라마)
2. 바콜 주 (후두르)
3. 바나디르 주 (모가디슈)
4. 바리 주 (보사소)
5. 바이 주 (바이다보)
6. 갈구두드 주 (두사마렙)
7. 게도 주 (가르바하리)
8. 히란 주 (벨레드웨이네)
9. 주바다데헤 주 (부알레)
10. 주바다호세 주 (키스마요)
11. 무두그 주 (갈카크요)
12. 누갈 주 (가로웨)
13. 사나그 주 (에리가보)
14. 샤벨라하데헤 주 (조하르)
15. 샤벨라하호세 주 (마르카)
16. 솔 주 (라스아노드)
17. 토그데르 주 (부라오)
18. 워코이갈베드 주 (하르게이사)

## 1990년 이후의 행정 구역

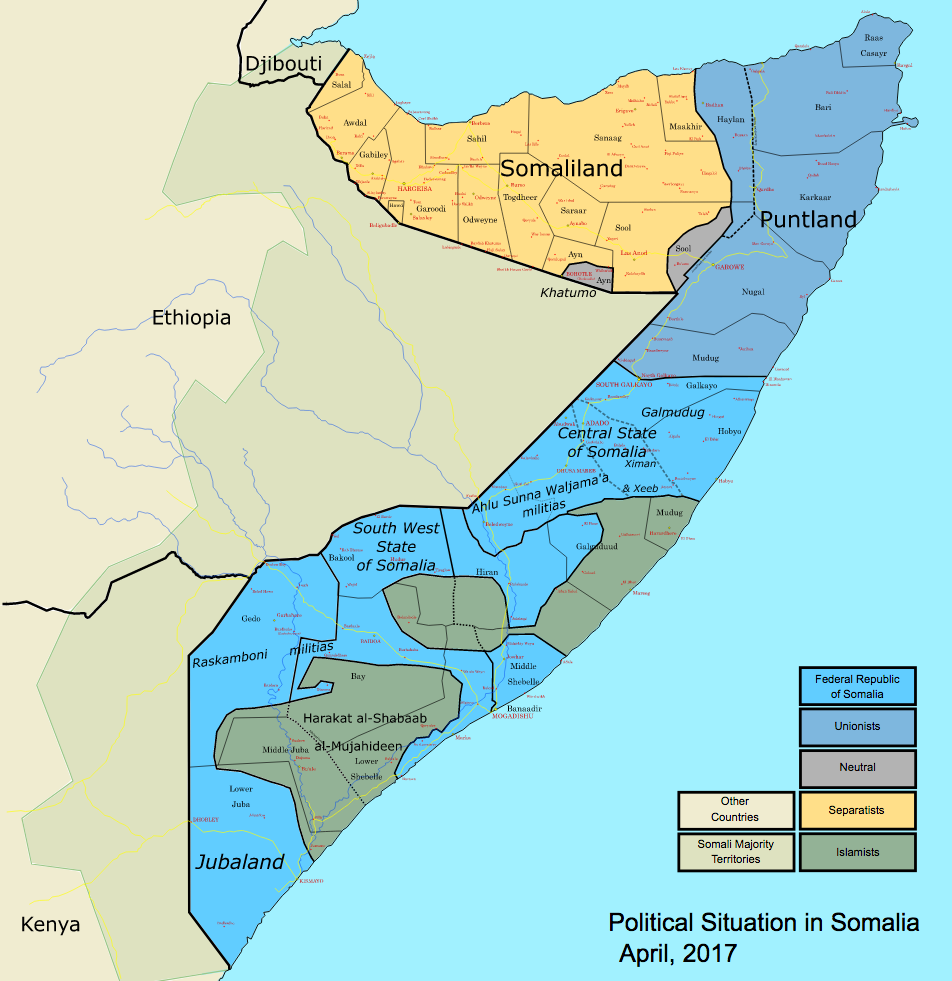
소말리아 내전 현황

소말리아 북부 지방은 현재 소말릴란드와 푼틀란드가 지배하고 있으며 중부 지방은 갈무두그가 지배하고 있다. 남부 지방은 소말리아의 여러 씨족과 군벌, 이슬람 단체의 지배하에 있으며 나머지는 소말리아 과도 연방 정부의 지배하에 있다.

## 같이 보기
- 소말리아의 행정 구역
- ISO 3166-2:SO